# دولی هیل
دولی هیل (به انگلیسی: Dulé Hill) (زاده ۲۳ اکتبر ۱۹۷۲) بازیگر و رقصنده آمریکایی است.
از فعالیت‌های هنری او می‌توان به بازی در فیلم‌های او همه چیز تمام است، زندگی جنسی، ادموند و غیب‌گو: فیلم و همچنین سریال بال غربی اشاره کرد.